# Henri Peckre
Henri Peckre, né le 10 novembre 1895 à Douai et mort le 7 janvier 1973 à Lille, est un architecte français.

## Biographie
Henri Léon Fiévet naît le 10 novembre 1895 au hameau de Dorignies à Douai. Il est le fils de Maria Fiévet, ménagère de vingt ans, née et domiciliée à Douai. Il est légitimé par le mariage de ses parents le 20 août 1898 à Douai : son père est Julien Désiré Peckre.
À Somain il est l'architecte du 158 boulevard Louise-Michel. On lui doit le 162 rue Charles-Delestraint à Aniche. Il œuvre également à Arleux.
Il meurt le 7 janvier 1973 à Lille à l'âge de soixante-dix-sept ans.

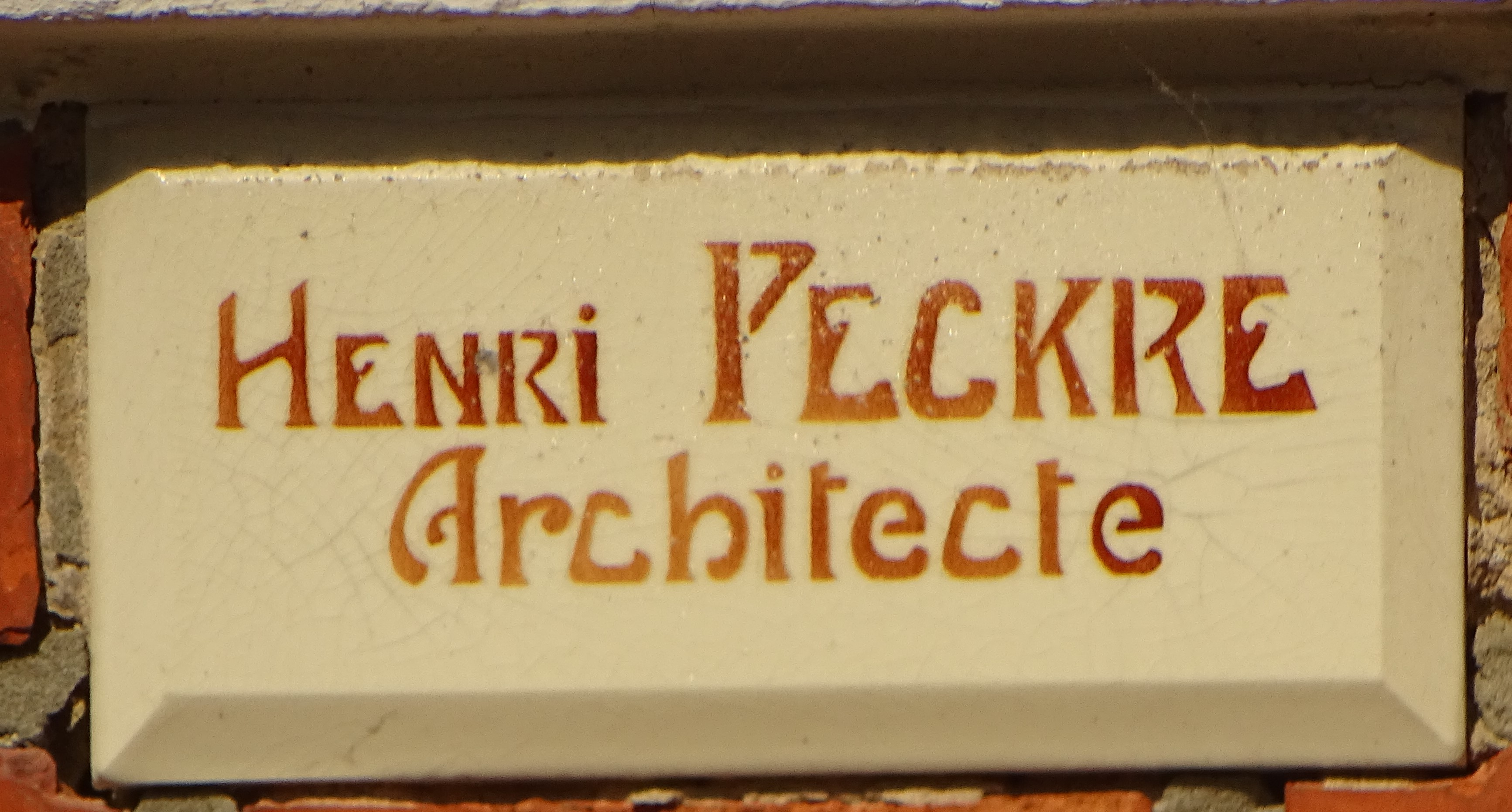
Signature.
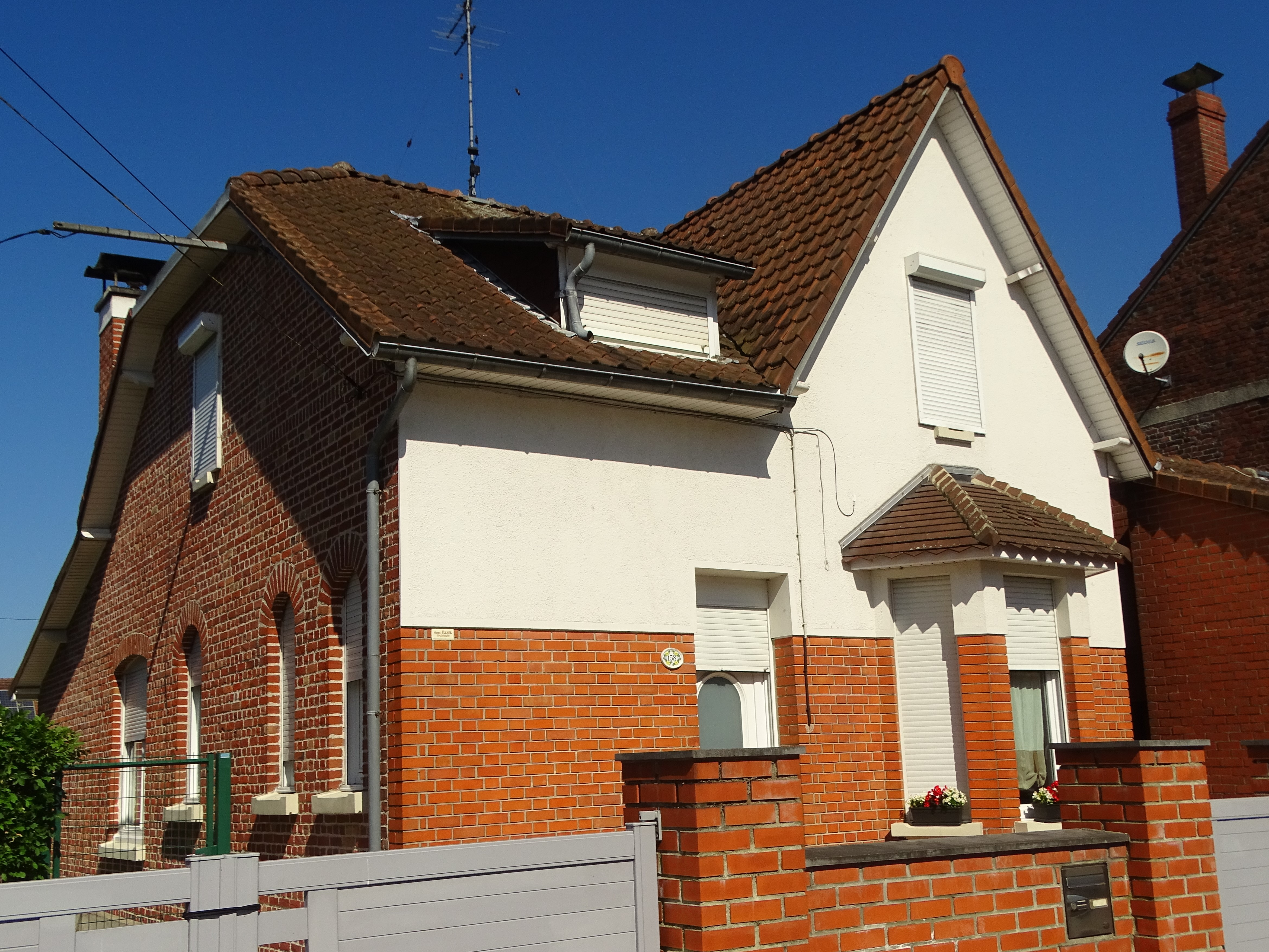
158 boulevard Louise-Michel, Somain.